# 닌페이
닌페이(仁平, にんぺい/にんぴょう)는 일본의 연호(元号) 중 하나이다.
- 전후 : 규안(久安) 이후 - 규주(久寿) 이전.
- 시기 : 1151년 ~ 1153년
- 천황 : 고노에 천황

## 개원(改元)
- 규안 7년 1월 26일(율리우스력 1151년 2월 14일), 폭풍과 홍수에 의해 개원.
- 닌페이 4년 10월 28일(율리우스력 1154년 12월 4일), 규주로 개원된다.

## 출전
『후한서·공분전』의 「奮既立節，治貴仁平，太守梁統深相敬待，不以官屬禮之，常迎於大門，引入見母。」

## 서력과의 대조표
| 닌페이 | 원년   | 2년    | 3년    | 4년    |
| ------ | ------ | ------ | ------ | ------ |
| 서력   | 1151년 | 1152년 | 1153년 | 1154년 |
| 간지   | 신미   | 임신   | 계유   | 갑술   |

## 같이 보기
- 일본의 연호 일람
- 인평(仁平) : 신라의 연호(634년 ~ 647년). 신라의 독자적 연호로 선덕여왕 3년부터 쓰기 시작했다.

| 이전 규안 | 일본의 연호 1151년 ~ 1154년 | 다음 규주 |